# Consumptiebon
Een consumptiebon is een waardebon die gebruikt kan worden voor het verkrijgen van een consumptie (eten of drinken) in een specifieke gelegenheid. De consumptiebon kan in de vorm van een papieren bonnetje zijn, maar ook een plastic muntje (fiche) of een metalen munt (penning).
Redenen om met consumptiebonnen te werken, en niet met geld, zijn onder andere:
- meer tijd voor het uitdelen van eten of drinken in plaats van tijd besteden aan betalen.
- consumptiebonnen kunnen worden uitgedeeld als beloning.